# Orneu
Orneu (en grec antic: Ὀρνεύς) va ser, segons la mitologia grega, un fill d'Erecteu, el primer rei d'Atenes, i de Praxítea, filla de Cefís.
Pausànias diu que era l'heroi epònim d'Òrnees, a l'Argòlida, al Peloponnès, ciutat que ja apareix al Catàleg de les naus de la Ilíada.
Pausànias i Plutarc expliquen que va ser el pare de Pèteu i avi de Menesteu, l'heroi que va dirigir els atenencs a la guerra de Troia.